# Tricycle (album)
Pour les articles homonymes, voir Tricycle (homonymie).
Albums de Daniel Bélanger
Quatre saisons dans le désordre
(1996) Rêver mieux
(2001)
Tricycle est un album enregistré devant public de l'artiste Daniel Bélanger.
Le premier disque présente un enregistrement réalisé au Forum de Montréal dans le cadre de la tournée Les insomniaques s'amusent.
Le deuxième disque est l'amalgame de plusieurs enregistrements réalisés dans le cadre de la tournée Quatre saisons dans le désordre.
Le dernier disque a été réalisé dans le cadre de la tournée Seul dans l'espace, qui présente des versions acoustiques des pièces des deux derniers albums (Les insomniaques s'amusent et Quatre saisons dans le désordre) ainsi que des nouvelles chansons enregistrées en studio.

## Titres
- Toutes les chansons de Daniel Bélanger sauf indication contraire.

| 1.  | La Folie en quatre                                          | 3:58  |
| 2.  | Mon retour                                                  | 4:00  |
| 3.  | Ma dépendance                                               | 3:59  |
| 4.  | Sortez-moi de moi                                           | 6:05  |
| 5.  | L'Autruche                                                  | 2:37  |
| 6.  | Le Parapluie                                                | 8:33  |
| 7.  | Jamais les heures                                           | 4:45  |
| 8.  | Opium                                                       | 5:05  |
| 9.  | Bon souvenir                                                | 1:28  |
| 10. | Ces bottes sont faites pour marcher - (Eileen/L. Hazelwood) | 2:35  |
| 11. | Donne-moi ta bouche - (Stephens/Reed/Lalonde)               | 4:05  |
| 12. | Sensation                                                   | 4:02  |
| 13. | À la vie, à l'amour                                         | 3:40  |
| 14. | Ah! Ce qu'on est bien...                                    | 4:30  |
| 15. | Chaque jour se vit d'espérance                              | 17:45 |
|     | Deux monologues de Daniel Bélanger (Chanson cachée)         |       |

| 1.  | Quatre saisons dans le désordre                     | 6:39  |
| 2.  | Sortez-moi de moi                                   | 5:41  |
| 3.  | Sèche tes pleurs                                    | 4:22  |
| 4.  | Cruel                                               | 3:39  |
| 5.  | Projection dans le bleu                             | 5:14  |
| 6.  | Monsieur Verbêtre                                   | 3:53  |
| 7.  | Imparfait                                           | 4:01  |
| 8.  | Désespéré                                           | 5:13  |
| 9.  | Le Bonheur                                          | 7:32  |
| 10. | Quand le jour se lève                               | 3:50  |
| 11. | Opium                                               | 7:08  |
| 12. | Primate électrique                                  | 3:00  |
| 13. | Si tu pars (Improvisation libre)                    | 4:17  |
| 14. | Est-ce en sol? (Montage–Tests de son)               | 13:32 |
|     | Deux monologues de Daniel Bélanger (Chanson cachée) |       |

| 1.  | Planète solitude                                     | 2:00  |
| 2.  | Ensorcelée                                           | 5:08  |
| 3.  | J'fais de moi un homme                               | 3:32  |
| 4.  | Les Deux Printemps                                   | 3:47  |
| 5.  | Projection dans le bleu                              | 2:59  |
| 6.  | California - (Robert Charlebois)                     | 3:39  |
| 7.  | Les Temps fous                                       | 4:20  |
| 8.  | Le Bonheur                                           | 5:55  |
| 9.  | Les Vieux Entrepôts                                  | 3:39  |
| 10. | Respirer dans l'eau                                  | 4:13  |
| 11. | En mon bonheur (Tout toi me manque)                  | 3:36  |
| 12. | Assurancez-vous                                      | 2:50  |
| 13. | Poulet tandouri                                      | 1:39  |
| 14. | Florence!                                            | 30:37 |
|     | Trois monologues de Daniel Bélanger (Chanson cachée) |       |

## Personnel
- Conception de l'album et choix du répertoire : Daniel Bélanger et Patrice Duchesne
- Réalisation : Patrice Duchesne, collaboration Michel Bélanger, Richard Pelletier
- Gravure - Pré-mastering : Claude Champagne
- Matrice finale : Renée Marc-Aurèle assistée de Paul Pagé
- Coordination : Nathalie Parent (production), Sophi Carrier (livret)
- Pochette - Conception et réalisation graphique : Martin Larouche
- Photos : Josée B, Marc Coiteux, Laurence Labat, Jean-François Leblanc, Jacques St-Denis, Lou, Mario, Guy
- Révision : Vincent Grégoire.
- Production : Audiogram

Les insomniaques s'amusent
- Enregistré au Forum de Montréal, le 2 décembre 1994 sauf 11, 12, 13 et 14 au Vieux Clocher de Magog en septembre 1993.

- Musiciens :
- Daniel Bélanger : Chant, guitares
- Michel Dupire : percussions
- Rick Haworth : guitares
- Mario Légaré : basses
- Yves Desrosiers : guitares
- Christian Lagueux : basse
- Kenny Pearson : claviers
- Alain Ricard : basse
- Mario Leblanc : chœurs, shaker
- Prise de son : Rob Heany assisté d'Isabelle Cliche, Marcel Gouin
- Mixage : Paul Pagé assisté de Dany Legendre (studio Star)
- Montage et édition numérique : Rolly Anctil (studio Picolo, studio Fractal)

Quatre saisons dans le désordre
- Enregistré au Spectrum de Montréal, le 15 novembre 1997 sauf 28 et 29 au studio du Divan Vert en février 1999.

- Musiciens :
- Daniel Bélanger : Chant, guitares
- Rick Haworth : guitares
- Jean-François Lemieux : basse
- Marc Lessard : batterie, percussions
- Guy Kaye : guitare
- Rémi Malo : basse
- Prise de son : Guy Hébert, Claude Champagne
- Mixage : Paul Pagé assisté de Dany Legendre (studio Star)
- Montage et édition numérique : Marc Pérusse, Michel Lambert (studio Divan Vert)

Seul dans l'espace
- Enregistré à la salle Pierrette-Gaudreau de Jonquière, le 8 mai 1998

- Musicien : 
- Daniel Bélanger : Chant, guitare
- Prise de son : Guy Hébert
- Mixage : Claude Champagne (Studio Champagne)
- Montage et édition numérique : Rolly Anctil (studio Picolo, studio Fractal)